# Warsaw (Misuri)
Warsaw es una ciudad ubicada en el condado de Benton en el estado estadounidense de Misuri. En el Censo de 2010 tenía una población de 2127 habitantes y una densidad poblacional de 313,93 personas por km².

## Geografía
Warsaw se encuentra ubicada en las coordenadas 38°14′56″N 93°22′6″O / 38.24889, -93.36833. Según la Oficina del Censo de los Estados Unidos, Warsaw tiene una superficie total de 6.78 km², de la cual 6.24 km² corresponden a tierra firme y (7.84%) 0.53 km² es agua.

## Demografía
Según el censo de 2010, había 2127 personas residiendo en Warsaw. La densidad de población era de 313,93 hab./km². De los 2127 habitantes, Warsaw estaba compuesto por el 96.33% blancos, el 0.99% eran afroamericanos, el 1.08% eran amerindios, el 0.24% eran asiáticos, el 0.05% eran isleños del Pacífico, el 0.42% eran de otras razas y el 0.89% pertenecían a dos o más razas. Del total de la población el 3.2% eran hispanos o latinos de cualquier raza.